# Piper Club
Le Piper Club est une discothèque historique située via Tagliamento à Rome , symbole de la musique beat et Yéyé en Italie.

## Histoire
Le Piper est fondé à Rome le 17 février 1965 par Alberigo Crocetta (it) et Giancarlo Bornigia.
La discothèque conçoit sa ligne artistique en s'inspirant de la mode du monde anglo-saxon, devenant une référence pour les nouvelles générations de musique italienne  avec Patty Pravo, surnommée « la fille de Piper », Caterina Caselli, les Rokes, l'Equipe 84, Dik Dik,  Fred Bongusto et Rita Pavone, entre autres. Il contribue à la dé-provincialisation de la musique en Italie en attirant les groupes de beat célèbres sur la scène internationale comme  Procol Harum, Birds et Pink Floyd et en proposant des groupes italiens comme les New Trolls, Le Orme et Pooh.
Dans les années 1970, le Piper s'ouvre aux genres émergents en Italie, accueillant Lucio Battisti, Formule 3,  Ricchi e Poveri, Loredana Bertè, Mia Martini et  Renato Zero sans toutefois renoncer à la présence d'interprètes de musique internationaux comme Genesis, les Rolling Stones, David Bowie, Lionel Hampton et Duke Ellington.
En 2009, Canale 5 produit une série télévisée de 6 épisodes sur le Piper, réalisée par Carlo Vanzina, avec Martina Stella, Anna Falchi et Massimo Ghini.
Deuxième discothèque plus ancienne d'Europe, le Piper fête ses 50 ans d'existence le 17 février 2015.

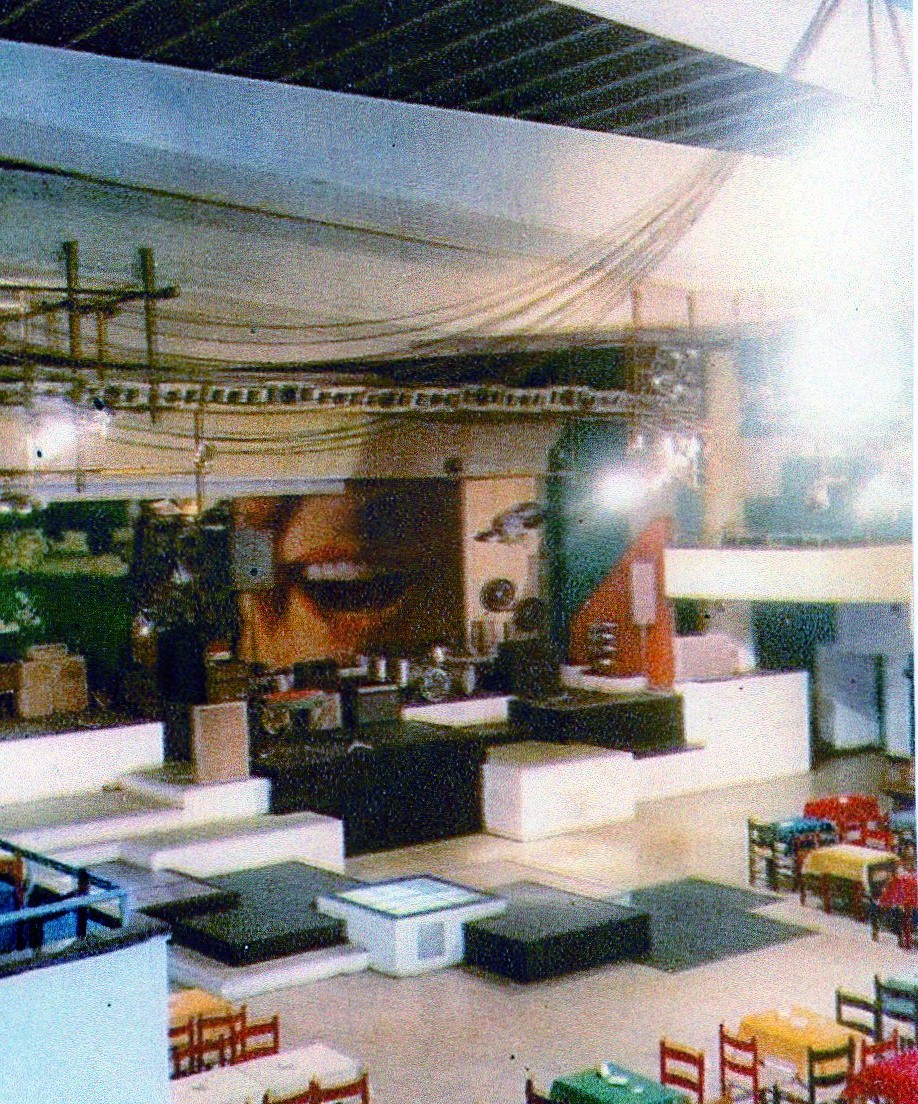
Intérieur du Piper en 1968.